# Heesbeen
Heesbeen est un village néerlandais situé dans la province du Brabant-Septentrional. Heesbeen fait partie de la commune de Heusden.
Le village est situé sur la rive gauche de la Bergsche Maas, entre Doeveren et Heusden. Heesbeen est coupé en deux par la N267.
Au XVIIIe siècle, Heesbeen fut une seigneurie indépendante. Après 1810, le village formait une commune avec Genderen et Eethen. Après l'achèvement de la Bergsche Maas, en 1904, Heesbeen se trouvait séparé de Genderen et d'Eethen par cette rivière. Toutefois, Heesbeen et Doeveren continuèrent à faire partie de la nouvelle commune d'Eethen, malgré leur situation sur l'autre rive de la Bergsche Maas. En 1973 le village fut rattaché à la commune de Heusden, dont il fait toujours partie.